# Chromidotilapia cavalliensis
Espèce
Statut de conservation UICN

 EN  : En danger
Synonymes
- Limbochromis cavalliensis (Thys van den Audenaerde et loiselle, 1971)
- Nanochromis cavalliensis Thys van den Audenaerde & Loiselle, 1971

Chromidotilapia cavalliensis est une espèce des poissons téléostéens de la famille des Cichlidae endémique de la Côte d'Ivoire.